# Файзуллин, Равиль Габдрахманович
Файзу́ллин Рави́ль Габдрахма́нович (род. 4 августа 1943, д. Юлсубино Рыбно-Слободский район, Татарская АССР) — татарский писатель, редактор, поэт, публицист. Народный поэт Татарстана (1999), заслуженный деятель искусств РСФСР, лауреат Республиканской премии имени Габдуллы Тукая (1978), премии комсомола Татарии имени Мусы Джалиля (1970).

## Биография
Р. А. Файзуллин родился 4 августа 1943 г. в д. Юлсубино Рыбно-Слободского района Татарской АССР. По национальности — татарин.
Окончил филологический факультет Казанского государственного университета (1965 г.), аспирантуру при Институте языка, литературы и искусства им. Г.Ибрагимова Академии наук РТ.
Рано вступив в литературу (в 1960-е годы был самым молодым членом Союза писателей СССР в стране), Р. А. Файзуллин за 45 лет активной творческой деятельности внес значительный вклад в развитие многонациональной поэзии.
Начиная с 1960-х годов, творчество Р. А. Файзуллина всегда находится в центре внимания литературной общественности, о нём в центральной и республиканской печати вышли сотни статей и исследований. Им издано более пятидесяти книг на русском, татарском, башкирском и других языках, их общий тираж составляет около миллиона экземпляров.
С 1965 года член Союза писателей СССР.
В 1968—1972 гг. — руководитель Альметьевского отделения Союза писателей ТАССР.
В 1972—1976 гг. — заместитель председателя СП ТАССР.
В 1976—1989 гг. — профессиональный писатель.
С 1989 г. — главный редактор журнала «Казан утлары».
С 1990—1995 гг. народный депутат Верховного Совета Республики Татарстан.
Почётный член Академии наук РТ.
Был делегатом ряда съездов писателей РСФСР и СССР, избирался в руководящие органы Союза писателей СССР и РСФСР.
Стихи, поэмы и публицистика поэта неоднократно переводились на языки народов Европы и Азии. Творчество Р. А. Файзуллина известно в Италии, Англии, Франции, Сирии, Венгрии, Монголии и в других странах. Его имя и творчество вошли в многотомные российские антологии, учебники, энциклопедии. Некоторые образцы его произведений включены также в «Библиотеку всемирной литературы».

## Звания и награды
- Народный поэт Республики Татарстан (1999)
- Заслуженный деятель искусств РСФСР
- Республиканская премия имени Габдуллы Тукая (1978))[4][5]
- Премия комсомола Татарии имени Мусы Джалиля (1970)[6].
- Орден Дружбы (2006)

## Изданные книги
- Саз: стихи / пер. с татар. — М.: Мол. Гвардия, 1974. — 112 с. — 18000 экз.
- Миг возвращения: стихи / пер. с татар. — М.: Сов. писатель, 1976. — 160 с. — 10000 экз.
- Мой звездный час: стихи и поэмы / предисл. М.Карима; пер. с татар. — М.: Сов. Россия, 1978. — 350 с. — 20000 экз.
- Короткие стихи: стихи / предисл. В.Туркина; пер. с татар. — М.: Современник, 1984. — 127 с. — 10000 экз.
- Свет в зерне: стихи и поэмы / пер. с татар. — М.: Сов. Россия, 1984. — 240 с. — 20000 экз.
- Текут, текут реки: стихи для детей / пер. с татар. — М.: Дет. лит., 1987. — 64 с. — 100000 экз.
- Силуэт: стихи / пер. с татар. — Казань: Татар. кн. изд-во, 1988. — 223 с. — 4000 экз.
- Лунные тополя: стихи и поэмы / пер. с татар. — М.: Худож. лит., 1990. — 415 с.— 9000 экз.